# Colotois olivacea
Colotois olivacea là một loài bướm đêm trong họ Geometridae.